# サンマリノグランプリ (ロードレース)
サンマリノグランプリ（サンマリノGP、San Marino and Rimini's Coast Grand Prix ）は、ロードレース世界選手権の一戦として開催されるオートバイレースのイベントである。

## 概要
過去の全てのレースはイタリア国内のサーキットで開催されていることから「サンマリノグランプリ」の名称はこのイベントを正確に言い表しているとは言い難いが、イタリアグランプリがすでに存在していたため、1カ国1グランプリの原則により開催地近くのサンマリノ共和国の名を採って「サンマリノグランプリ」となった。
1981年の第一回大会から1993年まで断続的に開催され、しばらくの休止期間を挟んで2007年からカレンダーに復帰を果たした。
2010年のグランプリでは、Moto2クラス決勝で富沢祥也の事故死という悲劇が起こった。

## 歴代優勝者
| 年   | サーキット | 50cc                       | 125cc                      | 250cc                              | 500cc                  | 結果 |
| ---- | ---------- | -------------------------- | -------------------------- | ---------------------------------- | ---------------------- | ---- |
| 1981 | イモラ     | R.トルモ（ブルタコ）       | L.レジアーニ（ミナレッリ） | A.マンク（カワサキ）               | M.ルッキネリ（スズキ） | 詳細 |
| 1982 | ムジェロ   | E.ラッツァリーニ（ガレリ） |                            | A.マンク（カワサキ）               | F.スペンサー（ホンダ） | 詳細 |
| 1983 | イモラ     | R.トルモ（ガレリ）         | M.ヴィターリ（MBA）        |                                    | K.ロバーツ（ヤマハ）   | 詳細 |
| 年   | サーキット | 80cc                       | 125cc                      | 250cc                              | 500cc                  |      |
| 1984 | ムジェロ   | G.ワイベル（リアル）       | M.ヴィターリ（MBA）        | M.ヘルヴェ（リアル・ロータックス） | R.マモラ（ホンダ）     | 詳細 |
| 1985 | ミサノ     | J.マルチネス（デルビ）     | F.グレシーニ（ガレリ）     | C.ラバード（ヤマハ）               | E.ローソン（ヤマハ）   | 詳細 |
| 1986 | ミサノ     | P.P.ビアンキ（Seel）       | A.アウインガー（Bartol）   | 平忠彦（ヤマハ）                   | E.ローソン（ヤマハ）   | 詳細 |
| 1987 | ミサノ     | M.エレロス（デルビ）       | F.グレシーニ（AGV）        | L.レジアーニ（アプリリア）         | R.マモラ（ヤマハ）     | 詳細 |

| 年   | サーキット | 125cc                                | 250cc                                    | 500cc                                      | 結果 |
| ---- | ---------- | ------------------------------------ | ---------------------------------------- | ------------------------------------------ | ---- |
| 1991 | ムジェロ   | ペーター・エッテル（ロータックス）   | ルカ・カダローラ（ホンダ）               | ウェイン・レイニー（ヤマハ）               | 詳細 |
| 1993 | ムジェロ   | ダーク・ラウディス（ホンダ）         | ロリス・カピロッシ（ホンダ）             | ミック・ドゥーハン（ホンダ）               | 詳細 |
| 年   | サーキット | 125cc                                | 250cc                                    | MotoGP                                     | 結果 |
| 2007 | ミサノ     | マティア・パシーニ（アプリリア）     | ホルヘ・ロレンソ（アプリリア）           | ケーシー・ストーナー（ドゥカティ）         | 詳細 |
| 2008 | ミサノ     | ガボール・タルマクシ（アプリリア）   | アルバロ・バウティスタ（アプリリア）     | バレンティーノ・ロッシ（ヤマハ）           | 詳細 |
| 2009 | ミサノ     | フリアン・シモン（アプリリア）       | エクトル・バルベラ（ホンダ）             | バレンティーノ・ロッシ（ヤマハ）           | 詳細 |
| 年   | サーキット | 125cc                                | Moto2                                    | MotoGP                                     | 結果 |
| 2010 | ミサノ     | マルク・マルケス（デルビ）           | トニ・エリアス（モリワキ）               | ダニ・ペドロサ（ホンダ）                   | 詳細 |
| 2011 | ミサノ     | ニコラス・テロル（アプリリア）       | マルク・マルケス（スッター）             | ホルヘ・ロレンソ（ヤマハ）                 | 詳細 |
| 年   | サーキット | Moto3                                | Moto2                                    | MotoGP                                     | 結果 |
| 2012 | ミサノ     | サンドロ・コルテセ（KTM）            | マルク・マルケス（スッター）             | ホルヘ・ロレンソ（ヤマハ）                 | 詳細 |
| 2013 | ミサノ     | アレックス・リンス（KTM）            | ポル・エスパルガロ（カレックス）         | ホルヘ・ロレンソ（ヤマハ）                 | 詳細 |
| 2014 | ミサノ     | アレックス・リンス（ホンダ）         | エステベ・ラバト（カレックス）           | バレンティーノ・ロッシ（ヤマハ）           | 詳細 |
| 2015 | ミサノ     | エネア・バスティアニーニ（KTM）      | ヨハン・ザルコ（カレックス）             | マルク・マルケス（ホンダ）                 | 詳細 |
| 2016 | ミサノ     | ブラッド・ビンダー（KTM）            | ロレンツォ・バルダサッリ（カレックス）   | ダニ・ペドロサ（ホンダ）                   | 詳細 |
| 2017 | ミサノ     | ロマーノ・フェナティ（KTM）          | トーマス・ルティ（カレックス）           | マルク・マルケス（ホンダ）                 | 詳細 |
| 2018 | ミサノ     | ロレンツォ・ダッラ・ポルタ（ホンダ） | フランチェスコ・バニャイア（カレックス） | アンドレア・ドヴィツィオーゾ（ドゥカティ） | 詳細 |
| 2019 | ミサノ     | 鈴木竜生（ホンダ）                   | アウグスト・フェルナンデス（カレックス） | マルク・マルケス（ホンダ）                 | 詳細 |

| 年   | サーキット | MotoE                | MotoE                  | Moto3                        | Moto2                                | MotoGP                                   | 結果 |
| 年   | サーキット | Race 1               | Race 2                 | Moto3                        | Moto2                                | MotoGP                                   | 結果 |
| ---- | ---------- | -------------------- | ---------------------- | ---------------------------- | ------------------------------------ | ---------------------------------------- | ---- |
| 2020 | ミサノ     | マッテオ・フェラーリ | N/A                    | ジョン・マクフィー（ホンダ） | ルカ・マリーニ（カレックス）         | フランコ・モルビデリ（ヤマハ）           | 詳細 |
| 2021 | ミサノ     | ジョルディ・トーレス | マッテオ・フェラーリ   | デニス・フォッジア（ホンダ） | ラウル・フェルナンデス（カレックス） | フランチェスコ・バニャイア（ドゥカティ） | 詳細 |
| 2022 | ミサノ     | マッティア・カサデイ | マッテオ・フェラーリ   | デニス・フォッジャ（ホンダ） | アロンソ・ロペス（ボスコスクーロ）   | フランチェスコ・バニャイア（ドゥカティ） | 詳細 |
| 2023 | ミサノ     | マッティア・カサデイ | ニコラス・スピネリ     | ダビド・アロンソ（ガスガス） | ペドロ・アコスタ（カレックス）       | ホルヘ・マルティン（ドゥカティ）         | 詳細 |
| 2024 | ミサノ     | マッティア・カサデイ | オスカル・グティエレス | アンヘル・ピケラス（ホンダ） | 小椋藍（ボスコスクーロ）             | マルク・マルケス（ドゥカティ）           | 詳細 |

### エミリア・ロマーニャ＆リビエラ・ディ・リミニGPの優勝者
| 年   | サーキット | MotoE                | MotoE                | Moto3                               | Moto2                                       | MotoGP                                 | 結果 |
| 年   | サーキット | Race 1               | Race 2               | Moto3                               | Moto2                                       | MotoGP                                 | 結果 |
| ---- | ---------- | -------------------- | -------------------- | ----------------------------------- | ------------------------------------------- | -------------------------------------- | ---- |
| 2020 | ミサノ     | ドミニク・エガーター | マッテオ・フェラーリ | ロマーノ・フェナティ (ハスクバーナ) | エネア・バスティアニーニ (カレックス)       | マーベリック・ビニャーレス (ヤマハ)    | 詳細 |
| 2021 | ミサノ     | N/A                  | N/A                  | ロマーノ・フェナティ (ハスクバーナ) | サム・ロウズ（カレックス）                  | マルク・マルケス（ホンダ）             | 詳細 |
| 2024 | ミサノ     | N/A                  | N/A                  | ダビド・アロンソ（CFモト）          | チェレスティーノ・ヴィエッティ (カレックス) | エネア・バスティアニーニ（ドゥカティ） | 詳細 |

## 開催されたサーキット

ミサノ・サーキット
北緯43度57分51秒 東経12度41分5秒 / 北緯43.96417度 東経12.68472度
ムジェロ・サーキット
北緯43度59分51秒 東経11度22分19秒 / 北緯43.99750度 東経11.37194度
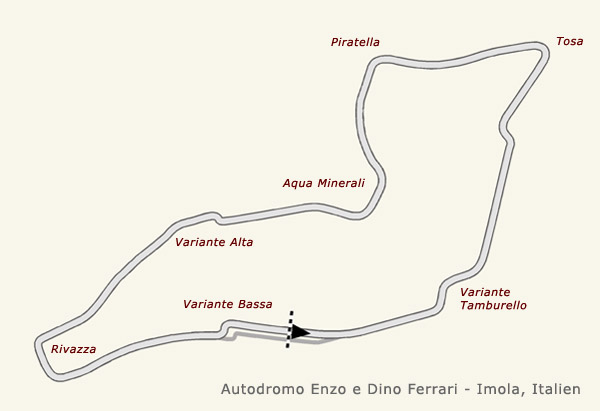
イモラ・サーキット
北緯44度20分28秒 東経11度42分48秒 / 北緯44.34111度 東経11.71333度